# 格林布什鎮區 (明尼蘇達州密爾湖縣)
格林布什鎮區（英語：Greenbush Township）是位於美國明尼蘇達州密爾湖縣的一個行政鎮區。

## 地方資料
格林布什鎮區的面積為96.40平方千米，當中陸地面積為95.97平方千米，而水域面積為0.43平方千米。根據2020年美國人口普查的數據，當地共有人口1299人，而人口密度為每平方千米13.48人。